# Depresjoniści
Depresjoniści – album zespołu rockowego Bończyk/Krzywański, będącego wspólnym projektem Jacka Bończyka i Zbigniewa Krzywańskiego. Album ukazał się w 2005 roku. Dedykowany jest pamięci Grzegorza Ciechowskiego.
Piotr Kaczkowski nazwał „Depresjonistów” najważniejszym wydarzeniem muzycznym roku.

## Lista utworów
1. „Jak pięknie” – 4:17
2. „Cipramillo” – 5:34
3. „Tita” – 3:11
4. „Moje zgubione ja” – 4:57
5. „Uśmiechaj się” – 4:24
6. „Kominiarz” – 4:41
7. „Inaczej jest” – 0:52
8. „Tracę siły” – 4:47
9. „Bajka (On bardzo kochał ja)” – 5:15
10. „Bezsenny” – „5:27”
11. „Jestem tutaj tylko na chwilę” – 5:28

## Wykonawcy
- Jacek Bończyk – śpiew, syntezator
- Zbigniew Krzywański – gitary, instrumenty klawiszowe
- Jakub Nowak – Warr Guitar
- Ryszard Guz – perkusja

### Gościnnie
- Leszek Możdżer – piano (8), syntezator basowy (10)
- DJ Bajo – scratch (11)
- Leszek Kamiński – syntezator (9)